# Discocactus fariae-peresii

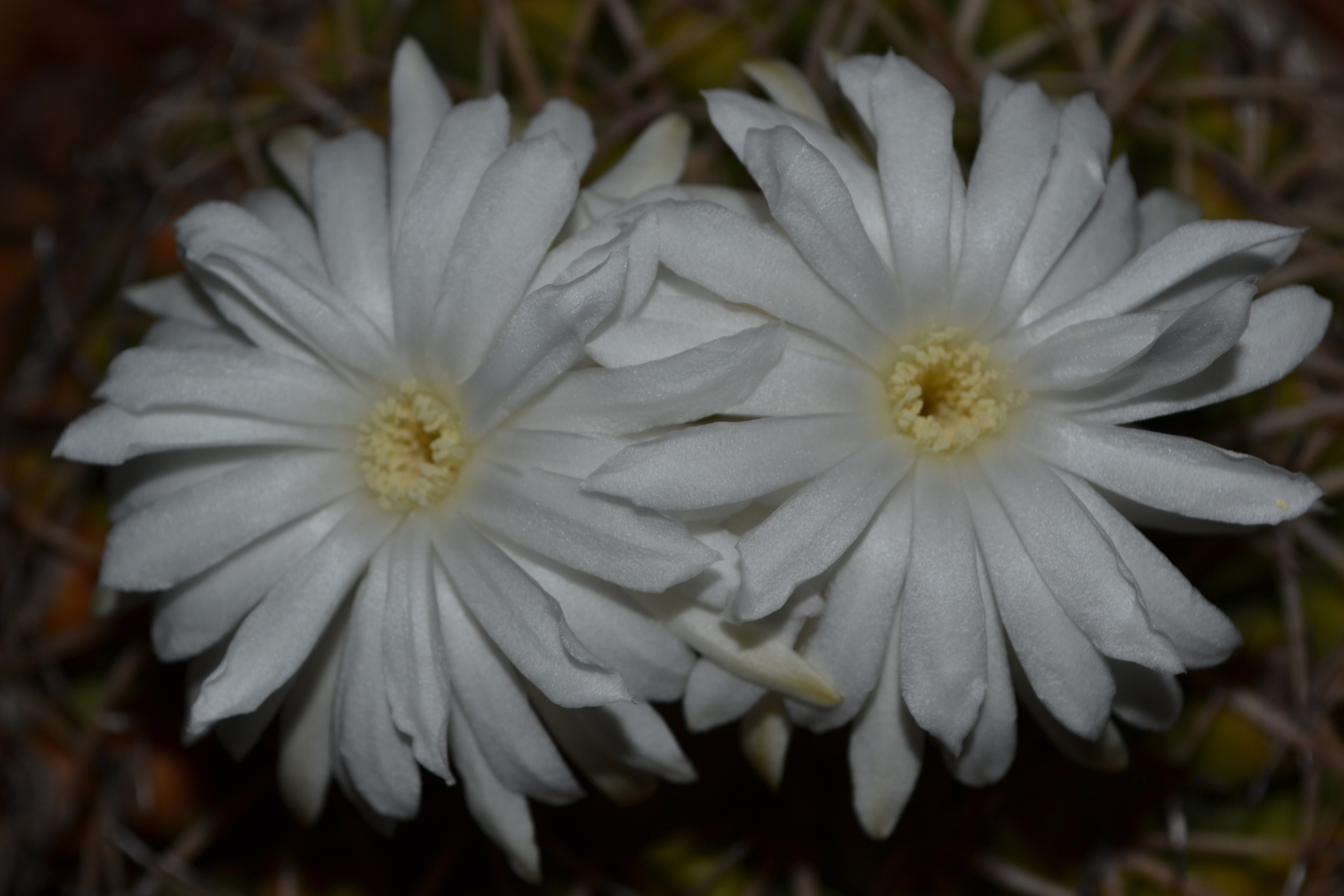
Discocactus fariae-peresii in Blüte

Discocactus fariae-peresii ist eine Pflanzenart aus der Gattung Discocactus in der Familie der Kakteengewächse (Cactaceae). Das Artepitheton fariae-peresii  ehrt die Entdecker Bento Paschoal de Faria und Adilson Peres.

## Beschreibung
Discocactus fariae-peresii  wächst einzeln zwischen Felsen und auch im Sandboden mit Körpern, die Durchmesser von 16 bis 22 Zentimetern erreichen. Es sind 17–23 Rippen vorhanden. Die 6–8  Dornen sind bis zu 10–25 Zentimeter lang. Das im Alter kissenförmige  Cephalium ist stark schwarzborstig.
Die schlanken, schmalblättrigen weißen Blüten sind 8–12 Zentimeter lang und 6–8 Zentimeter breit. Die Früchte sind 3,5 Zentimeter lang. Die schwarzen, gehöckerten Samen sind 2 Millimeter lang.

## Verbreitung, Systematik und Gefährdung
Discocactus fariae-peresii  ist im brasilianischen Bundesstaat Goiás nahe der Hauptstadt Brasilia verbreitet.
Die Erstbeschreibung erfolgte 2016 durch Pierre Josef Braun.
Discocactus fariae-peresii  ist bislang von nur drei kleinen Habitaten in geringer Individuenzahl bekannt und wird daher in Anlehnung an die Kriterien der Roten Liste gefährdeter Arten der IUCN als „critically endangered (CR)“, d. h. vom Aussterben bedroht eingestuft.

## Nachweise
- P. J. Braun: Discocactus fariae-peresii (Cactaceae) – eine neue Hochlandart aus Zentralbrasilien. In: Kakteen und andere Sukkulenten. Band 67, Nummer 1, 2016, S, 33–39.